# Aracuã-pequeno
Chachalaca-pequena ou aracuã-pequeno (nome científico: Ortalis motmot) é uma espécie de ave da família dos cracídeos. Sua área de distribuição se espalha do sul da Venezuela, pelas Guianas, e no Brasil, até o sul do Rio Amazonas. As populações encontrados ao sul do Amazonas pertencem à espécie Ortalis ruficeps, que foi considerada uma espécie separada pelo ornitólogo alemão (radicado no Brasil) Helmut Sick.
Não se encontra normalmente em florestas densas, preferindo clareiras e pequenos bosques com vegetação espessa, na qual se alimenta de frutas e bagos, tanto no solo quanto no chão. Possui cabeça castanha, papada vermelha e asas marrons.

## População
Não se fizeram quantificações da tendência de população global desta ave, mas acredita-se que seus números não atingem a queda necessária para inclusão na lista da IUCN de animais em extinção (declínio de mais de 30% em 10 anos ou 3 gerações). Assim, considera-se que esta espécie corra pequeno risco de extinção.

## Subespécies
Não são reconhecidas subespécies. Anteriormente era reconhecida a subespécie Ortalis motmot ruficeps, mas ela foi elevada à condição de espécie, com o nome Ortalis ruficeps e o nome vernáculo "aracuãzinho".